# Poiana Vadului
Poiana Vadului – wieś w Rumunii, w okręgu Alba, w gminie Poiana Vadului. W 2011 roku liczyła 176 mieszkańców.